# Nisída Átokos
Nisída Átokos är en ö i Grekland.   Den ligger i prefekturen Nomós Kefallinías och regionen Joniska öarna, i den centrala delen av landet, 260 km väster om huvudstaden Aten. Arean är 4,5 kvadratkilometer.
Terrängen på Nisída Átokos är lite kuperad. Öns högsta punkt är 314 meter över havet. Den sträcker sig 3,2 kilometer i nord-sydlig riktning, och 2,5 kilometer i öst-västlig riktning.